# Begonia razafinjohanyi
Espèce
Begonia razafinjohanyi est une espèce de plantes de la famille des Begoniaceae.
L'espèce fait partie de la section Erminea.
Elle a été décrite en 1983 par Gérard-Guy Aymonin (1934-2014) et Jean Bosser (1922-…).

## Répartition géographique
Cette espèce est originaire du pays suivant : Madagascar.